# Liste von Sakralbauten im Landkreis Ansbach
Die Liste von Sakralbauten im Landkreis Ansbach listet Kirchen, Kapellen und sonstige Sakralbauten im mittelfränkischen Landkreis Ansbach auf.

## Liste
| Abbildung      | Inneres        | Name                                                  | Konfession           | Gemeinde / Ortsteil                         | Bauzeit               | Baustil / Anmerkungen |
| -------------- | -------------- | ----------------------------------------------------- | -------------------- | ------------------------------------------- | --------------------- | --- |
|                |                | St. Nikolaus                                          | ev.-luth.            | Adelshofen                                  | 1716                  | Saalbau mit Ostturm mit geschweiftem Pyramidendach, verzahnter Eckquaderung, Hausteinrahmung um Fenster und Portal und gedecktem Emporenaufgang im Westen, 1716 ff. an Stelle eines Vorgängerbaus |
|                |                | Evangelische Kirche                                   | ev.-luth.            | Adelshofen Großharbach                      | 1874                  | Neugotischer Saalbau in Sichtmauerwerk mit eingezogenem, dreiseitig geschlossenem Chor, eingestelltem Westturm mit Oktogon und Spitzhelm sowie mit Lisenengliederung |
|                |                | St. Johannes Baptist                                  | ev.-luth.            | Adelshofen Tauberscheckenbach               | 1863 (14. Jh.)        | Chorturmkirche, neugotisches Langhaus mit Lisenengliederung, eingezogenem Rechteckchor im Turm mit Geschossgesimsen und Spitzhelm sowie mit lisenengegliedertem Sakristeianbau im Osten, Turm wohl 14. Jahrhundert, Läutegeschoss 1723 aufgesetzt, Neubau des Kirchenschiffs 1863 |
|                |                | St. Veit                                              | ev.-luth.            | Adelshofen Tauberzell                       | 1806                  | Klassizistische Saalkirche mit gebänderten Lisenen, Gurtgesims, Halbwalmdach und mit Ostturm mit Geschossgesimsen und Spitzhelm sowie mit Sakristeianbau nördlich am Turm und Westvorzeichen, 1806 nach Plänen des Ansbacher Bauinspektors Johann Dietrich Carl Spindler, Sakristei und Vorzeichen 20. Jahrhundert |
|                |                | St. Blasius                                           | röm.-kath.           | Arberg                                      | 1709–10 (13. Jh.)     | Saalkirche, im Kern 13. Jahrhundert mit spätgotischen Veränderungen, Neubau von Johann Baptist Camesina 1709/10, Querhaus und Chor von Friedrich Haindl 1936/37 angefügt und erweitert, Westturm mit Zwiebelhaube |
| weitere Bilder | weitere Bilder | Beatae Mariae Virginis                                | röm.-kath.           | Arberg Großlellenfeld                       | 1446–1500             | Ehemalige Wallfahrtskirche und Kirchenburg. Erhaltene mittelalterliche Ringmauer und Toranlage. Die kunstvolle eingearbeite Kanzel im Régencestil stammt aus Kloster Rebdorf, wurde 1734 nach einem Entwurf von Matthias Seybold (Fürstbischöflicher Baubeamten und Eichstätter Hofbildhauer) geschaffen und ist mit kunstvollen Intarsien versehen. Dreischiffige Staffelhalle, 1446 bis circa 1500, Instandsetzungen 1739 und 1744, Turmkuppelhaube 1610 |
|                |                | St. Antonius und Ottilie                              | röm.-kath.           | Arberg Mörsach                              | 1457–58               | Gotischer Sandsteinquaderbau, Saalbau mit Steilsatteldach und eingezogenem 5/8-Chor mit Strebepfeilern, dreigeschossiger Chorflankenturm mit oktogonalem Aufsatz und Spitzhelm, Langhausdach dendro.dat. 1457/58, Veränderungen um 1660 und 1889, Chor und Turm 2. Hälfte 15. Jh., Chordach dendro.dat. 1681/82, Turmoktogon 1797 |
|                |                | St. Peter und Paul                                    | röm.-kath.           | Aurach                                      | 15. Jh.               | Ehemalige romanische Chorturmkirche, Umwandlung zur spätgotischen Saalkirche mit Polygonalchor und nördlichem Winkelturm, zweite Hälfte 15. Jahrhundert, Turmobergeschoss 1744/46, Verlängerung nach Westen 1933 |
|                |                | Sieben Schmerzen Mariä                                | röm.-kath.           | Aurach Weinberg                             | 1975 (14. Jh.)        | Mittelalterlicher Chorturm mit Spitzhelm, 14./15. Jahrhundert, Langhaus modern |
|                |                | Mater Dolorosa                                        | röm.-kath.           | Aurach Windshofen                           | 1855–56               | Wallfahrtskirche Schlichte historisierende Chorturmkirche mit angefügter Sakristei |
|                |                | St. Johannis                                          | ev.-luth.            | Bechhofen an der Heide                      | 1914–22               | Hallenkirche, gotisierend mit historistischen Stilelementen, mit Gliederungen in Naturstein, von Carl Jäger |
|                |                | St. Katharina                                         | ev.-luth.            | Bechhofen an der Heide                      | 15. Jh                | Alte Pfarrkirche Saalbau des 15. Jahrhunderts, Umbau des Langhauses und Turmerhöhung durch Johann David Steingruber 1780 |
|                |                | Herz Jesu                                             | röm.-kath.           | Bechhofen an der Heide                      | 1956                  | |
|                |                | St. Laurentius                                        | röm.-kath.           | Bechhofen Großenried                        | 1886–88               | Saalkirche, neuromanischer Bau von 1886/88, Turmuntergeschoss im Kern spätmittelalterlich, Sakristei ehemaliger Chor des späten 14. Jahrhunderts, teilweise ziegelsichtiger Bau mit Zier- und Gliederungselementen in Naturstein, westlich flankierender Turm mit Rhombendach |
|                |                | Marienmünster (Beatae Mariae Virginis)                | ev.-luth.            | Bechhofen Königshofen an der Heide          | 1632 (14. Jh.)        | Dreischiffige Basilika, Südvorhalle zweite Hälfte 14. Jahrhundert, Erweiterung Mitte 15. Jahrhundert, nach Brand 1632 Umgestaltung der Staffelhalle zur Basilika, Turm im südlichen Chorwinkel (nördlich im 19. Jahrhundert abgetragen) |
|                |                | St. Hubertus und Sebastian                            | ev.-luth.            | Bechhofen Reichenau                         | 1981/82               | Chorturmkapelle, Langhaus mit Satteldach, Turm mit Zwiebelhaube. 1981–82 von der Dorfgemeinschaft errichtet. |
|                |                | St. Georg                                             | ev.-luth.            | Bechhofen Sachsbach                         | 14. Jh.               | Chorturmkirche, Langhaus mit Satteldach, Turm mit Zeltdach und Fachwerk-Obergeschosse, im Kern 14. Jahrhundert, erweitert im 19. Jahrhundert |
|                |                | St. Peter                                             | ev.-luth.            | Bechhofen Thann                             | 1766                  | Saalkirche mit Ostturm, Neubau von 1766 |
|                |                | St. Martin                                            | ev.-luth.            | Bruckberg                                   | 1935                  | Ursprünglich Anstaltskirche |
|                |                | St. Wendel                                            | ev.-luth.            | Buch am Wald                                | 1744 (13. Jh.)        | Saalbau im Markgrafenstil mit Ostturm mit Oktogon und Spitzhelm, Turmunterbau und Teile der östlichen Umfassungsmauer wohl noch 13. Jahrhundert, völlige Umgestaltung, Erweiterung und Turmerhöhung mit Läutegeschoss und Oktogon nach Plänen von Johann David Steingruber |
|                |                | St. Maria Magdalena                                   | ev.-luth.            | Buch am Wald Gastenfelden                   | 1739 (1471)           | Saalbau im Markgrafenstil mit eingezogenem Portalvorbau im Westen und Ostturm mit Oktogon und Spitzhelm, Turmunterbau 1417, Neubau des Kirchenschiffs und Turmerhöhung vor 1793 |
|                |                | Zu unserer Lieben Frau                                | ev.-luth.            | Buch am Wald Hagenau                        | 15. Jh                | Chorturmkirche, Saalbau mit Rechteckchor im mächtigen, vorkragenden Turm mit Gurtgesimsen und Spitzhelm sowie mit Sakristeianbau nördlich am Turm, wohl Ende 15. Jahrhundert mit hochmittelalterlichem Kern, im 18./19. Jahrhundert verändert |
|                |                | St. Nikolaus                                          | röm.-kath.           | Burgoberbach                                | 1957 (1711)           | Verputzter Saalbau mit stark eingezogenem, gerade schließendem Chor und angefügter Sakristei, weitgehender Neubau von Hanns Meier, 1957, ehemaliger Chorturm von um 1360 als Seitenkapelle integriert, Turmerhöhung von Gabriel de Gabrieli, 1711 |
|                |                | St. Leonhard                                          | röm.-kath.           | Burgoberbach                                | 1474                  | Spätgotische Saalkirche mit stark eingezogenem, gerade schließendem Chor, verputzter Quaderbau mit südlichem Flankenturm, 1474, Chor und Turm 1625/31 |
|                |                | Schlosskirche St. Stephan und Sebastian               | ev.-luth             | Burgoberbach Sommersdorf                    | 1468                  | Verputzter Saalbau ohne Chorausweisung, 1468, südlicher Flankenturm zugleich Bestandteil der Vorwerksbefestigung, Erhöhung 1722 Eingeschossiger Satteldachbau mit massivem Erdgeschoss und Fachwerkgiebel, im Kern zweite Hälfte 15. Jahrhundert, Umbau zur Kirche mit angefügter Sakristei 1923 |
|                |                | Evangelische Kirche                                   | ev.-luth.            | Burk                                        | 1672 (13. Jh.)        | Spätmittelalterliche Saalkirche, Langhaus mit Steilsatteldach und dreiseitiger Apsis, an der nördlichen Langhausseite Turm, dreigeschossiger, rechteckiger Sandsteinquaderbau mit oktogonalem Aufsatz und Spitzhelm, Turmuntergeschosse 13. Jahrhundert, Aufsatz 17. Jahrhundert, Langhaus nach Brand wiederhergestellt 1672 |
|                |                | St. Ursula                                            | ev.-luth.            | Colmberg                                    | 1874 (14. Jh.)        | Mittelalterliche Chorturmanlage, Westturm, zweigeschossiger Rechteckbau mit Eckquaderung, Gesimsgliederung und oktogonalem Aufsatz mit Spitzhelm, Langhaus, Sandsteinquaderbau mit Satteldach, eingezogenem dreiseitig geschlossenen Chor und Lisenengliederung, im nördlichen Chorwinkel Sakristeianbau, eingeschossiger Sandsteinquaderbau mit Pultdach, Turm wohl 14. Jahrhundert, Langhaus, Sakristei und Umgestaltung des Turms 1874 |
|                |                | St. Marien                                            | ev.-luth.            | Colmberg Auerbach                           | 1535                  | Chorturmkirche, Saalbau mit Stufengiebel im Westen, Rechteckchor im nicht eingezogenem Turm mit Gurtgesims und Spitzhelm sowie mit Sakristeianbau nördlich an Turm und Schiff, wohl 16. Jahrhundert, innen ehemals bezeichnet „1535“, 1719 barockisiert, 1859 Giebelmauer neugotisch erneuert und wohl auch Kirchenschiff nach Norden erweitert |
|                |                | St. Sebastian, Cornelius und Cyprian                  | ev.-luth.            | Colmberg Binzwangen                         | 1749–51               | Saalbau mit dreiseitigem Chorschluss, Ecklisenen und Walmdach, Ostturm mit profilierten Gurtgesimsen, Ecklisenen, Schweifhaube und rustiziertem Ostportal mit Segmentbogengiebel, nach Plänen von Johann Georg Entenberger, 1749 ff., „1751“ (bezeichnet) |
|                |                | St. Jakob                                             | ev.-luth.            | Colmberg Häslabronn                         | 1780 Turm älter       | Chorturmkirche, Saalbau mit rustizierten Ecklisenen, Mansardwalmdach und eingezogenem Rechteckchor im Turm mit Gurtgesimsen und Spitzhelm, Chorturm spätgotisch, Kirchenschiff 1780 |
|                |                | St. Ursula                                            | ev.-luth.            | Dentlein am Forst                           | 1863                  | Zweigeschossiges, verputztes Langhaus mit Querhaus, Satteldächern und Lisenengliederung, östlich angebaut eingezogener Polygonalchor, westlich angebaut viergeschossiger Rechteckturm mit Spitzhelm, Gesimsgliederung und unverputztem Glockengeschoss, Chor und Turm spätgotisch, 15. Jahrhundert, Langhaus historisierend, 1863, Glockengeschoss des Turms 1905 |
|                |                | St. Raphael                                           | röm.-kath.           | Dentlein am Forst Großohrenbronn            | 1932–33               | Verputzter Saalbau mit flachem Walmdach, seitlich angebaut hochrechteckiger, verputzter Westturm mit flachem Walmdach, von Hans Herkommer |
|                |                | St. Bartholomäus                                      | ev.-luth.            | Diebach                                     | 1897                  | Neugotische Saalkirche mit eingezogenem, dreiseitig geschlossenem Chor, Westturm mit Spitzhelm, flankierenden Treppentürmchen, Sakristeianbau im nördlichen Chorwinkel und angesetzten Strebepfeilern, 1897 ff. |
|                |                | St. Laurentius                                        | röm.-kath.           | Diebach Bellershausen                       | 1683 (12. Jh.)        | Chorturmkirche, Saalbau mit eingezogenem Rechteckchor im Turm mit Schweifkuppel mit hoher Laterne und Sakristeianbau im Norden, im Kern 12./13. Jahrhundert, um 1683 umfassende Reparaturarbeiten und Erneuerungen |
|                |                | St. Vitus                                             | ev.-luth.            | Diebach Oberoestheim                        | 1835                  | Saalbau im Rundbogenstil miteingestelltem Westturm mit Spitzhelm, verzahnter Eckquaderung und Hausteinelementen |
|                |                | St. Andreas                                           | ev.-luth.            | Dietenhofen                                 | 1697 (15. Jh.)        | Mit Chorturm, Langhaus mit angesetzten Strebepfeilern, eingezogenem Rechteckschor im Turm mit Geschossgesimsen, Spitzhelm, Uhren- und Schwarwachtürmchen sowie mit Sakristeianbau nördlich am Turm, Langhaus im Kern romanisch, Turmneubau, Langhausausbesserung und wohl auch Sakristeianbau drittes Viertel 15. Jahrhundert, Strebepfeiler 1697 |
|                |                | St. Bonifatius                                        | röm.-kath.           | Dietenhofen                                 | 2006–09               | Moderner Neubau, nur aus Glas mit freistehendem Glockenturm Ersetzt eine baufällige Notkirche |
|                |                | St. Leonhard                                          | ev.-luth.            | Dietenhofen Götteldorf                      | 13. Jh.               | Mit Chorturm, Saalbau mit spätromanischem Stufenportal und eingezogenem Rechteckchor im Turm mit Spitzhelm und Sakristeianbau im Norden, spätes 13. Jahrhundert, Sakristeianbau „1584“ |
|                |                | St. Martin                                            | ev.-luth.            | Dietenhofen Kleinhaslach                    | 1714 (15. Jh.)        | Mit Chorturm, Saalbau mit Hausteineinfassung an Portal und Fenstern, eingezogenem Rechteckchor im Turm mit Geschossgesimsen und Spitzhelm, Sakristeianbau im Norden und Emporenaufgang im Westen, Turm wohl 15. Jahrhundert, Kirchenschiff „1714“ (bezeichnet), Sakristeianbau und Emporenaufgang 18. Jahrhundert |
|                |                | St. Maria Magdalena                                   | ev.-luth.            | Dietenhofen Seubersdorf                     | 1705                  | Chorturmkirche, Saalbau mit eingezogenem Rechteckschor im Turm mit Spitzhelm und Sakristeianbau im Norden, im Kern spätmittelalterlich, „1705“ (bezeichnet) umfassend erneuert, Sakristeianbau 20. Jahrhundert |
|                |                | St. Maritius                                          | ev.-luth.            | Dietenhofen Warzfelden                      | 1906 (14. Jh.)        | Chorturmkirche, Saalbau mit eingezogenem Rechteckchor im Turm mit Fachwerkobergeschoss und Spitzhelm, Sakristeianbau im Norden und Emporenaufgang im Westen, Turmunterbau angeblich auf Resten einer Befestigungsanlage, 14. Jahrhundert, Helm und wohl auch Glockengeschoss 1799, Kirchenschiff 1906 neu errichtet |
|                |                | Münster St. Georg                                     | röm.-kath.           | Dinkelsbühl                                 | 1448–99               | Spätgotische dreischiffige Hallenkirche mit zehn Jochen und polygonalem Chorschluss mit Chorumgang, von Nikolaus Eseler d. Ä. 1448 begonnen und von Nikolaus Eseler d. J. 1499 beendet, vier Choraußenkapellen Mitte 16. Jahrhundert und 1728, spätromanischer Westturm über fünf Geschosse, Glockengeschoss und Achtort mit Kupferhaube von 1540/50, Sakristei im unvollendeten Nordturm, Veränderungen 16., 18. und 19. Jahrhundert; mit Ausstattung |
|                |                | St. Paul                                              | ev.-luth.            | Dinkelsbühl                                 | 1840–43               | Hauptkirche des Dekanates Dinkelsbühl querrechteckiger unverputzter Saalbau mit Walmdach und mittig vorgestelltem Fassadenturm mit Spitzhelm, im historisierenden Stil, Neubau anstelle der ehemaligen Kapuzinerkirche von Andreas Schulz, 1840/43 |
|                |                | Hl. Geist (Spitalkirche)                              | ev.-luth.            | Dinkelsbühl                                 | 1456                  | Saalbau mit stark eingezogenem gerade schließendem Chor, angefügter Sakristei und schlankem Fassadenturm, 1280/1456, Um- und Einbauten 17./18. Jahrhundert. Von der Straße aus ist nur der Turm von 1456 sichtbar |
|                |                | St. Leonhard (Friedhofskirche)                        | ev.-luth. röm.-kath. | Dinkelsbühl                                 | 1634–1844             | Schmuckloser genordeter Saalbau mit gering eingezogenem Chor und Dachreiter, Wiederaufbau nach Zerstörung 1634 über älterem Kern bis 1844 |
|                |                | St. Maria                                             | ev.-luth.            | Dinkelsbühl Bernhardswend                   | 14. Jh.               | Kleiner spätmittelalterlicher Satteldachbau mit dreiseitig geschlossenem Chor und Dachreiter |
|                |                | St. Ulrich                                            | röm.-kath.           | Dinkelsbühl Sankt Ulrich                    | 1700–29               | Barocker Saalbau mit eingezogenem halbrundem Chor, Volutengiebel und Dachreiter, angefügte Sakristei |
|                |                | St. Vinzenz                                           | ev.-luth.            | Dinkelsbühl Segringen                       | 1200–20               | Romanischer unverputzter Saalbau mit westlich angefügtem Turm, sogenanntes Glockenhaus, um 1200/20, eingezogener gerade schließender Chor mit gotischer Sakristei an der Nordseite, 14. Jahrhundert, 1536 erhöht, Turmkranzgeschoss mit Fachwerk 1726 erneuert |
|                |                | St. Peter                                             | ev.-luth.            | Dinkelsbühl Sinbronn                        | 13.–14. Jh.           | Romanische Saalkirche mit polygonalem Chorschluss, südlicher Portalvorhalle und nördlichem Chorflankenturm, frühes 13. Jahrhundert, Chor vermutlich zweites Viertel 14. Jahrhundert, Barockisierung 1667, Erhöhung um Turmoktogon 1722/23 |
|                |                | St. Ulrich                                            | ev.-luth.            | Dinkelsbühl Weidelbach                      | 1721–22 (14. Jh.)     | Gotische Chorturmkirche mit angefügter Sakristei, 14. Jahrhundert, Langhaus von Franz Keller im barocken Stil erneuert 1721/22 |
|                |                | St. Veit                                              | ev.-luth.            | Dombühl                                     | 14. Jh.               | Ehemalige Wehr- und Chorturmkirche, Saalbau mit eingezogenem Rechteckchor im Turm mit Geschossgesims und Spitzhelm, Sakristeianbau im nördlichen Chorwinkel, Emporenaufgang und Westvorzeichen, mit verzahnter Eckquaderung, Fenster- und Türöffnungen sowie Gesimse aus Haustein, im Kern wohl 14. Jahrhundert, mit späteren Veränderungen und Anbauten |
|                |                | Herz Jesu                                             | röm.-kath.           | Dombühl                                     | nach 1945             | |
|                |                | St. Marien                                            | ev.-luth.            | Dombühl Kloster Sulz                        | 1573 (12. Jh.)        | Gotische, einschiffige Anlage mit dreiseitig geschlossenem Chor mit angesetzten Strebepfeilern, Westturm mit verstäbtem Portal, Oktogon und Zwiebelhaube sowie mit Sakristeianbau südlich am Chor und verzahnter Eckquaderung, Klostergründung um 1200, Neubau nach Zerstörung erstes Viertel 14. Jahrhundert, nach mehreren Zerstörungen 1501 (bezeichnet), 1525 (bezeichnet) und schließlich 1573 (bezeichnet) als Pfarrkirche wiederhergestellt |
|                |                | Mariä Empfängnis                                      | röm.-kath.           | Dürrwangen                                  | 15. Jh.               | Saalkirche mit stark eingezogenem Polygonalchor und nördlichem Chorwinkelturm mit Zwiebelhaube, spätgotische Turmuntergeschosse und Chor zweite Hälfte 15. Jahrhundert, barocke Turmerhöhung um 1724, neuromanischer Langhausneubau 1853, 1936 Erweiterung und Modernisierung |
|                |                | St. Peter und Paul                                    | röm.-kath.           | Dürrwangen Halsbach                         | 12. Jh.               | Dreischiffige basilikale Anlage mit drei Apsiden und mächtigem Westturm mit Glockendach, wohl 12. Jahrhundert, 1751 Barockisierung |
|                |                | St. Jakobus d. Ä. (Obere Kirche)                      | ev.-luth.            | Ehingen                                     | 1648                  | Saalbau mit Walmdach und Chorscheitelturm, unter Einbeziehung spätgotischer Bauteile weitgehender Neubau 1648, Erweiterung des Langhauses und Turmoktogon 1767/73; |
|                |                | St. Ottilia und Wendelin (Untere Kirche)              | ev.-luth.            | Ehingen                                     | 15. Jh.               | Saalkirche mit eingezogenem Polygonalchor und nördlichem Flankenturm, spätes 15. Jahrhundert, Langhaus älter |
|                |                | St. Walburgis und Nikolaus                            | ev.-luth.            | Ehingen Beyerberg                           | 1849–52 (14. Jh.)     | Unverputzte spätromanische Chorturmanlage mit angefügtem Langhaus von 1849/52, 14. Jahrhundert, Turmoktogon mit Zeltdach 1781/83 |
|                |                | St. Johannes d. T.                                    | ev.-luth.            | Ehingen Dambach                             | 1501 (14. Jh.)        | Unverputzte gotische Chorturmkirche aus Sandstein, im Kern 14. Jahrhundert, erneuertes und verbreitertes Langhaus bezeichnet „1501“, Turmoktogon mit Spitzhelm 1714 |
|                |                | St. Michael                                           | ev.-luth.            | Ehingen Lentersheim                         | 1847 (15.–18. Jh.)    | pätgotischer Chorturm mit barockem Kranzgeschoss und Glockenhaube, 15. Jahrhundert, Erhöhung 1764, angefügtes verputztes Langhaus 18. Jahrhundert, eingreifende Veränderungen 1847 |
|                |                | Stiftskirche St. Marien                               | ev.-luth.            | Feuchtwangen                                | 1197                  | Sandsteinquaderbau mit Satteldach, eingezogenem Chor mit polygonalem Abschluss und Strebepfeilern und Doppelturmfassade, mehrgeschossige Rechtecktürme mit Pyramiden- bzw. Haubendach, im nördlichen Chorwinkel Sakristeianbau, dreischiffiges Langhaus, errichtet 1197, Chore erste Hälfte 14. Jahrhundert, Veränderungen im 16. Jahrhundert, Renovierungen 1698, 19. und 20. Jahrhundert, Westwerk und Schiff Anfang des 20. Jahrhunderts erneuert |
|                |                | St. Johannis                                          | ev.-luth.            | Feuchtwangen                                | 1414                  | Ehemals Pfarrkirche, Chorturmkirche, Sandsteinquaderbau mit Satteldach und rechteckigem Chorturm mit oktogonalem Aufsatz und Haubendach, flachgedecktes Langhaus und gewölbter Chor, im Kern romanisch, Erneuerung, Bauinschrift 1414, Turmoktogon 1484, Haube von 1805 |
|                |                | St. Ulrich und Afra                                   | röm.-kath.           | Feuchtwangen                                | 1960–61               | Ersetzt eine zu klein gewordene neugotische Kirche von 1866 |
|                |                | St. Michael                                           | ev.-luth.            | Feuchtwangen                                | 1620                  | Friedhofskirche Saalbau mit Satteldach, dreiseitigem Abschluss und Dachreiter mit Zwiebelaufsatz, errichtet 1620, Dachreiter 1696 |
|                |                | St. Stephan                                           | ev.-luth.            | Feuchtwangen Breitenau                      | 1338                  | Saalkirche, im Kern 1338, Neubau von Chor und Turm 1490, 1708 Verbreiterung des Langhauses |
|                |                | St. Maria                                             | ev.-luth.            | Feuchtwangen Dorfgütingen                   | 1400                  | Chorturmkirche, um 1400, mehrfache folgende Umbauten |
|                |                | St. Michael                                           | ev.-luth.            | Feuchtwangen Larrieden                      | 1910 (1760–70)        | Chorturmkirche, Turm 1760–70, Langhausneubau und Einrichtung 1910 |
|                |                | St. Michael                                           | ev.-luth.            | Feuchtwangen Mosbach                        | 1621 (15. Jh.)        | Chorturmkirche, Anlage des 15. Jahrhunderts, Turm von 1489, 1621 Turm nach Brand verkürzt wiederaufgebaut |
|                |                | Schlosskirche                                         | ev.-luth.            | Feuchtwangen Thürnhofen                     | 1878                  | neugotischer Bau |
|                |                | St. Kilian                                            | ev.-luth.            | Feuchtwangen Zumhaus                        | 15.–16. Jh.           | Chorturmkirche, kleine, aus Hausteinen errichtete Anlage, 15./frühes 16. Jahrhundert, Fachwerkobergeschoss des Turms wohl 18./19. Jahrhundert |
|                |                | St. Laurentius                                        | ev.-luth.            | Flachslanden                                | 1719 (14. Jh.)        | Saalbau mit eingezogenem, dreiseitig geschlossenem Chor, Lisenengliederung, Turm mit Spitzhelm im Norden und Sakristeianbau im südlichen Chorwinkel, Turmunterbau 1294, im 14./15. Jahrhundert erhöht, Chorneubau 1465, Langhaus 1719 durch Karl Friedrich von Zocha erneuert, in die Friedhofsmauer integrierter Sakristeianbau 19./20. Jahrhundert |
|                |                | St. Jakobus                                           | röm.-kath.           | Flachslanden Neustetten                     | 1519–30               | Chorturmkirche, Saalbau mit eingezogenem Rechteckchor im Turm mit Schweifhaube und Laterne sowie mit Sakristeianbau im nördlichen Turmwinkel, Turm 1519, Langhaus „1530“ (bezeichnet), „1762“ (bezeichnet) barock überformt und erweitert und wohl auch Turmdach erneuert, Sakristeianbau wohl ebenfalls 18. Jahrhundert |
|                |                | Mariä Himmelfahrt                                     | röm.-kath.           | Flachslanden Sondernohe                     | 1771                  | Saalbau mit abgeschrägten Ecken, eingezogenem Rechteckchor, Ostturm mit Schweifhaube, rustizierten Lisenen, Gesimsen und Hausteinrahmung mit Scheitelsteinen um Fenster und Türen, Sandsteinbau im Auftrag des Deutschen Ordens von Andreas Binder, „1771 ff.“ (bezeichnet) |
|                |                | St. Dionysius                                         | röm.-kath.           | Flachslanden Virnsberg                      | 1915                  | Saalbau mit eingezogenem, dreiseitig geschlossenem Chor, Turm mit Oktogon und Schweifhaube im nordwestlichen Chorwinkel, Sakristeianbau gegenüber und offenem Vorzeichen im Westen, Außenbau in schlichtem Jugendstil durch Lisenen, profiliertem Trauf- und Giebelgesims sowie Werksteinelemente gegliedert |
|                |                | St. Laurentius                                        | röm.-kath.           | Gebsattel                                   | 1709 (12. Jh.)        | Chorturmkirche, Saalbau mit ädikulagerahmten Portalen, profilierten Fenstereinfassungen, eingezogenem Rechteckchor im Turm mit Gurtgesimsen und Spitzhelm sowie mit Sakristeianbau im nördlichen Turmwinkel und einem Treppenaufgang gegenüber, Turmunterbau erste Hälfte 12. Jahrhundert, wohl gotisch erhöht, Neubau des Kirchenschiffs 1709 ff. |
|                |                | St. Martin                                            | ev.-luth.            | Gebsattel                                   |                       | modern |
|                |                | St. Nikolaus                                          | ev.-luth.            | Gebsattel Bockenfeld                        | 1861                  | Neugotischer Saalbau mit eingezogener, dreiseitig geschlossener Apsis, Lisenengliederung und Westturm mit Spitzhelm |
|                |                | St. Maria und Michael                                 | ev.-luth.            | Gebsattel Kirnberg                          | 1702 (14. Jh.)        | Saalkirche mit eingezogenem, polygonal geschlossenem Chor mit Strebepfeilern und Fachwerkobergeschoss, Westturm mit Geschossgesimsen und Pyramidendach, gedecktem Emporenaufgang sowie mit Sakristeianbau im nördlichen Chorwinkel, Langhaus im Kern romanisch, im letzten Viertel 14. Jahrhundert ehemaliger Chorturm abgetragen, durch den Polygonalchor erweitert und das Langhaus gotisiert, 1702 Langhaus verändert, 1853 f. Westturm abgetragen und erneuert |
|                |                | St. Erhard                                            | ev.-luth.            | Gerolfingen                                 | 1864–65 (15. Jh.)     | Spätgotische Chorturmkirche mit angefügtem Saal von 1864/65, Turm 14./15. Jahrhundert |
|                |                | Kapelle im Evangelischen Bildungszentrum              | ev.-luth.            | Gerolfingen Hesselberg                      | 1951                  | Teil des Evangelischen Bildungszentrums auf dem Hesselberg |
|                |                | St. Johannis                                          | ev.-luth.            | Gerolfingen Aufkirchen                      | 14. Jh.               | Zweischiffige Basilikalkirche mit eingezogenem Polygonalchor und südlichem Chorwinkelturm, Langhaus im Kern 14. Jahrhundert, Turm 1514/15 mit barocker Zwiebelhaube, nach Brand Erneuerung 1662–1700 |
|                |                | St. Kilian                                            | ev.-luth.            | Geslau                                      | 1737 (1400)           | Saalbau im Markgrafenstil mit Walmdach und gebänderten Lisenen, der ältere Ostturm mit pilastergegliedertem Oktogon und Spitzhelm, Turmunterbau um 1400, Kirchenschiff 1737 ff. von Johann David Steingruber errichtet |
|                |                | St. Nikolaus                                          | ev.-luth.            | Geslau Stettberg                            | 13./14. Jh.           | Chorturmkirche, Saalbau, Steinquaderbau mit Satteldach und eingezogenem Chorturm mit Spitzhelm, im Norden Sakristeianbauten, eingeschossige Steinquaderbauten mit Pultdächern, im Kern wohl 12. Jahrhundert, verändert um 1200 und 1618, Chorturm 13./14. Jahrhundert, Erneuerung des Turmobergeschosses um 1800 |
|                |                | Münster St. Marien und Jakobus                        | ev.-luth.            | Heilsbronn                                  | 1132–39               | Dreischiffige Basilika von 1132 bis 1139, romanische Westvorhalle um 1200, im 14. Jahrhundert als Westchor ausgebaut, Ostchorerweiterung 1263–84, Hohenzollerngruft 1366, zweischiffiges gotisches Mortuarium 1412–33, steinerner Dachreiter 1427–33, im 18. Jahrhundert als evangelische Predigtkirche umgestaltet durch Gabriel de Gabrieli und Karl Friedrich von Zocha, purifizierende Wiederherstellung, Friedrich von Gärtner, 1853–66, Freilegung des romanischen Bestandes unter Beseitigung der gärtnerischen Formen, 1946–50 und 1955; zugehörig Heideckerkapelle, um 1200 |
|                |                | Unsere Liebe Frau                                     | röm.-kath.           | Heilsbronn                                  | 1959–61               | Moderner Bau mit freistehendem Glockenturm |
|                |                | St. Johannes d. T.                                    | ev.-luth.            | Heilsbronn Bürglein                         | 1725–26 (13./14. Jh.) | Saalkirche, im Markgrafenstil, 1725/26, Turm 13./14. Jahrhundert mit Fachwerkobergeschoss des 18. Jahrhunderts |
|                |                | Evangelische Kirche                                   | ev.-luth.            | Heilsbronn Ketteldorf                       | 1716                  | Saalkirche, 1716, unter Verwendung spätgotischen Steinmaterials, Fachwerkdachreiter wohl 18. Jahrhundert |
|                |                | St. Matthäus                                          | ev.-luth.            | Heilsbronn Markttriebendorf                 | 13. Jh.               | Chorturmkirche, Chorturm mit Fachwerk, wohl 13. Jahrhundert |
|                |                | St. Michael                                           | ev.-luth.            | Heilsbronn Weißenbronn                      | 1716 1337             | Chorturmkirche, Saalbau, 1337, 1716 Umbau |
|                |                | Stiftsbasilika St. Vitus und Deocar                   | röm.-kath.           | Herrieden                                   | 1502–22 (1300)        | Staffelhalle, dreischiffiges Langhaus mit Doppelturmfassade, dreijochiger Chor, Blasiuskapelle, Sakristei, Nikolauskapelle, Peter- und Paulkapelle, untere Geschosse der Türme wohl um 1300, 1340 errichteter Chor 1447 von Edress Embhart d. Ä. ersetzt, 1502–1522 Neubau des Langhauses, Wölbung des Langhauses 1740, Barockisierung um 1748, Veränderungen im 19. Jahrhundert, mit Dachreiter |
|                |                | Christuskirche                                        | ev.-luth.            | Herrieden                                   | 1947–51               | Aus Bruchsandstein errichtete Chorturmkirche |
|                |                | St. Martin                                            | röm.-kath.           | Herrieden                                   | 1721–33               | Saalkirche, Neubau 1688 nach Brand des Vorgängerbaus eingeweiht, erweiternde Umbauten von Gabriel de Gabrieli 1721, Turm 1732/33 |
|                |                | Unserer Lieben Frau                                   | röm.-kath.           | Herrieden                                   | 1493                  | Flachgedeckter Saalbau mit netzgewölbtem spätgotischem Chor, Neubau, 1474 sowie nach Brand 1493, Dachreiter 1703, Veränderung 17./18. Jahrhundert und 19. Jahrhundert |
|                |                | St. Jakobus d. Ä.                                     | röm.-kath.           | Herrieden Elbersroth                        | 1925 (1750)           | Saalkirche, Neubau von Carl Jäger, 1925, mit neubarocken Elementen, ehemaliger Chor aus der Zeit um 1750 als Kapelle einbezogen, Turm mit Zwiebelhaube |
|                |                | Mater dolorosa                                        | röm.-kath.           | Herrieden Lattenbuch                        | 1935                  | Saalkirche, Westturm mit Zwiebelhaube, Bau von 1935 |
|                |                | St. Vitus                                             | röm.-kath.           | Herrieden Neunstetten                       | 1438–1482             | Saalkirche, einschiffiges Langhaus und Westchor, spätes 14. Jahrhundert, Ostchor vor 1438 hinzugefügt, Turm 1482, 1680/81 ausgebaut, Veränderungen im 17./18. und 19. Jahrhundert |
|                |                | Mariä Heimsuchung                                     | röm.-kath.           | Herrieden Rauenzell                         | 14.–15. Jh.           | Einschiffiger flachgedeckter Bau mit eingezogenem Chor, 14./15. Jahrhundert, Westturm 1748, Verlängerung nach Osten 1821, Vorzeichen und Ölbergnische mit volkstümlichen Figuren, wohl 17. Jahrhundert nach Vorbild des 15. Jahrhunderts |
|                |                | St. Ulrich und Sebastian                              | ev.-luth.            | Insingen                                    | 1488                  | Chorturmkirche, Saalbau im Markgrafenstil mit verzahnter Eckquaderung und Fenster- wie Türgewände aus Haustein, eingezogenem Rechteckchor im Turm mit Geschossgesimsen und Spitzhelm, Sakristeianbau im Osten, Turm 1488 f., Langhaus und wohl auch Sakristeianbau wohl nach Plänen von Johann Jacob Steingruber, 1790 f. |
|                |                | St. Egydius                                           | ev.-luth.            | Insingen Lohr                               | 1854                  | Saalkirche im Rundbogenstil mit halbrund geschlossener Apsis, Westturm mit Oktogon und Spitzhelm, Lisenengliederung und Profilgesimsen, nach Plänen von Georg Gabriel Foltz, 1854 ff |
|                |                | Mariä Himmelfahrt                                     | röm.-kath.           | Langfurth                                   | 1903                  | Neugotischer kleiner Saalbau mit schlankem Ostturm |
|                |                | St. Peter                                             | ev.-luth.            | Langfurth Ammelbruch                        | 1753 (15. Jh.)        | Unverputzte Saalkirche mit eingezogenem Polygonalchor und nördlichem Flankenturm, 15. Jahrhundert, Langhaus von Johann David Steingruber erneuert 1753 |
|                |                | St. Maria                                             | ev.-luth.            | Langfurth Dorfkemmathen                     | 15. Jh.               | Quadratische unverputzte Saalkirche mit stark eingezogenem Polygonalchor, Mitte 15. Jahrhundert, Turm 1522 |
|                |                | St. Margaretha                                        | ev.-luth.            | Lehrberg                                    | 1729–31 (14. Jh.)     | Saalbau mit abgewalmten Satteldach, von Johann David Steingruber 1729–31, Chor 14. Jahrhundert, Turm wohl älter |
|                |                | Hl. Kreuz                                             | röm.-kath.           | Lehrberg                                    | 1949                  | |
|                |                | St. Peter und Paul                                    | ev.-luth.            | Lehrberg Gräfenbuch                         | 1713 (1400)           | Chorturmkirche, Saalbau mit eingezogenem Rechteckchor im Turm mit Spitzhelm und Sakristeianbau im Norden, Turm angeblich 1430, Kirchenschiff 1713 erneuert, im 20. Jahrhundert tiefgreifend überarbeitet |
|                |                | St. Maria                                             | ev.-luth.            | Lehrberg Obersulzbach                       | 14.–15. Jh.           | Saalbau mit eingezogenem, dreiseitig geschlossenem Chor, Sakristeianbau im Süden und Turm mit Spitzhelm im nördlichen Chorwinkel, Turm und Chor wohl 14./15. Jahrhundert, Kirchenschiff 1728 barock umgestaltet |
|                |                | St. Peter                                             | ev.-luth.            | Leutershausen                               | 1432–33               | Basilika, dreischiffiges Langhaus mit Satteldach und polygonalem Chor, Westturm mit Spitzhelm, ab 1432/33, Restaurierung 1875/77, Westturm 1888 aufgestockt |
|                |                | Maria Königin des Friedens                            | röm.-kath.           | Leutershausen                               | 1964                  | |
|                |                | St. Erhard                                            | ev.-luth.            | Leutershausen Frommetsfelden                | 1661 (13. Jh.)        | Mittelalterliche Chorturmanlage, Langhaus mit Steilsatteldach und massiver Rechteckturm mit Pyramidendach, im Kern 13. Jahrhundert, Turm 1584, wiederhergestellt 1661 |
|                |                | St. Mauritius                                         | ev.-luth.            | Leutershausen Jochsberg                     | 14.–15. Jh.           | Saalbau mit Satteldach und dreiseitigem Abschluss, Fassadenturm mit Spitzhelm, 14./15. Jahrhundert, Empore 17. Jahrhundert |
|                |                | St. Georg                                             | ev.-luth.            | Leutershausen Neunkirchen bei Leutershausen | 14. Jh.               | Saalbau mit abgewalmten Satteldach und Rechteckchor, Chorflankenturm mit Zeltdach, Turm und Chor 14. Jahrhundert, Saal mit Emporen 1734 |
|                |                | St. Wenzeslaus                                        | ev.-luth.            | Leutershausen Weißenkirchberg               | 172/8                 | Markgrafenkirche Saalkirche, Chor und Turm spätmittelalterlich, Langhaus nach Plänen von Carl Friedrich von Zocha, 1728, Turm mit Spitzhelm |
|                |                | St. Johannes d. T.                                    | ev.-luth.            | Leutershausen Wiedersbach                   | 18. Jh.               | Saalkirche, Chorturm wohl noch spätromanisch, Langhaus und Turmerweiterung 18. Jahrhundert, im ehemaligen Schlossbereich gelegen |
|                |                | Dreieinigkeitskirche                                  | ev.-luth.            | Lichtenau                                   | 1724                  | Saalbau mit Westturm, von Christoph Gottlieb Volckamer, 1724 |
|                |                | St. Georg                                             | ev.-luth.            | Lichtenau Immeldorf                         | 1506–1747             | Chorturmkirche, Chorturmunterbau 14. Jahrhundert, Oberbau bezeichnet „1506“, Langhaussaal 1747, Chorturm mit Spitzhelm |
|                |                | Christuskirche                                        | ev.-luth.            | Lichtenau Unterrottmannsdorf                | 1949–50               | Chorturmkirche, Sandsteinquaderbau, Chorturm mit vorkragendem Sichtziegelaufsatz und Spitzhelm, 1949/50 errichtet |
|                |                | Stadtkirche Unserer lieben Frau                       | ev.-luth.            | Merkendorf                                  | 1478–1500             | Spätgotischer Saalbau mit eingezogenem Chor, 1478 bis ca. 1500, Turm 1528, nach Brand 1648 teilweise wiederhergestellt, 1709 und 1930 umfassend renoviert, nach Kriegszerstörung 1945–1953 wiederhergestellt |
|                |                | St. Johannis (Friedhofskirche)                        | ev.-luth.            | Merkendorf                                  | 1582–84               | Saalkirche, 1582–84, 1718 wiederhergestellt; mit Kanzelaltar von 1718 |
|                |                | St. Johannis                                          | ev.-luth.            | Merkendorf Hirschlach                       | 1447                  | Chorturmkirche, Saalbau mit eingezogenem Chor, bezeichnet „1447“, Langhaus 1730 umgebaut, Turmobergeschoss, teilweise Fachwerk, 1832 |
|                |                | St. Nikolaus                                          | röm.-kath.           | Mitteleschenbach                            | 1893                  | Saalbau mit gotischem Querschiff, Neubau von 1893, Turm westlich an Querschiff, mit Spitzhelm |
|                |                | St. Walburga                                          | röm.-kath.           | Mitteleschenbach                            | 1722 (14. Jh.)        | Chorturmkirche, im Kern wohl 14. Jahrhundert, Turm mittelalterlich, Umbau, Erweiterung und Erhöhung des Turms von Gabriel de Gabrieli 1722 |
|                |                | St. Oswald und Ägidius (Dorfkirche)                   | ev.-luth.            | Mönchsroth                                  | 1648 (14. Jh.)        | Gotische Chorturmkirche des 14. Jahrhunderts mit angefügtem Langhaus von 1684, Turmobergeschoss 15./16. Jahrhundert, Langhauserweiterung 1937/38 |
|                |                | St. Peter und Paul (Klosterkirche)                    | ev.-luth.            | Mönchsroth                                  | 1486 (12. Jh.)        | Ehemalige Benediktiner-Propsteikirche, jetzt evangelische Friedhofskirche Gegründet zweites Viertel 12. Jahrhundert, 1558 säkularisiert, spätgotische Saalkirche mit tiefen Seitenkapellen und leicht eingezogenem Polygonalchor, neu errichtet 1486 unter Verwendung der Westtürme des 12. Jahrhunderts, Dachwerk am Chor dendrochronologisch datiert 1527/28, Dachwerk des Langhauses dendrochronologisch datiert 1532/33 |
|                |                | St. Nikolai                                           | ev.-luth.            | Neuendettelsau                              | 1899–1901 (15. Jh.)   | Saalkirche, neuromanischer Bau mit Satteldach und halbrunder Apsis, nördlich Turm mit Spitzhelm, 1899/1901 |
|                |                | Anstaltskirche St. Laurentius                         | ev.-luth.            | Neuendettelsau                              | 1887                  | Neugotische Hallenkirche, Sandsteinquaderbau mit steilem Walmdach, Chor mit Satteldach und östlicher Doppelturmanlage mit Spitzhelmen und dreiseitigem Abschluss, am nördlichen Turm eingeschossiger Sandsteinquaderanbau mit Walmdach und Pfeilervorhalle, errichtet 1887, östliche Erweiterung von German Bestelmeyer, 1928/29 |
|                |                | St. Franziskus                                        | röm.-kath.           | Neuendettelsau                              | 1961–62               | Moderner Bau mit freistehendem Campanile |
|                |                | St. Kunigund                                          | ev.-luth.            | Neuendettelsau Reuth                        | 1453                  | Chorturmkirche mit Saalbau, mit Bruchstein und Eckquadern, 1453, barocke Veränderungen 1767 |
|                |                | St. Laurentius                                        | ev.-luth.            | Neuendettelsau Wernsbach                    | 1724 (13. Jh.)        | Chorturmkirche, 13.–15. Jahrhundert, 1724 Wiederaufbau |
|                |                | Hl. Kreuz                                             | ev.-luth.            | Neusitz                                     | 1258 17. Jh.          | Ehemalige Chorturmkirche, Saalbau mit ehemals Chorturm mit Fachwerk im Läutegeschoss und Spitzhelm sowie mit östlich angebautem, dreiseitig geschlossenem Chor mit angesetzten Strebepfeilern, im Kern wohl 1258, Choranbau 14. Jahrhundert, Langhauserneuerung zweite Hälfte 17. Jahrhundert |
|                |                | St. Ottilia                                           | ev.-luth.            | Neusitz Schweinsdorf                        | 1330 (12. Jh.)        | Gotischer Saalbau mit nicht eingezogenem Rechteckschor, südlich eingestelltem Turm mit Pyramidendach und flachem Anbau im Norden, Turm im Kern wohl 12. Jahrhundert, Chor und Schiff um 1330, Erweiterung nach Westen und Veränderungen am Chor zweite Hälfte 15. Jahrhundert |
|                |                | St. Bartholomäus                                      | ev.-luth.            | Oberdachstetten                             | 1837                  | Saalbau im Rundbogenstil mit eingezogener, halbrunder Apsis, eingestelltem Westturm, verzahnter Eckquaderung und Konsolsteinen unter dem Dachüberstand, 1837 ff. |
|                |                | St. Kilian und Kunigunde                              | ev.-luth.            | Oberdachstetten Berglein                    | 18. Jh.               | Chorturmkirche, Saalbau mit Giebelgesims und eingezogenem Rechteckchor im Turm mit Fachwerk im Läutegeschoss und Spitzhelm sowie mit Sakristeianbau im nördlichen Turmwinkel und äußerem Emporenaufgang, Turm im Kern wohl spätmittelalterlich, Kirchenschiffneubau und wohl auch Turmerneuerung Mitte 18. Jahrhundert, Erweiterung des Sakristeianbaus und Emporenaufgang im 20. Jahrhundert |
|                |                | St. Jakob                                             | ev.-luth.            | Oberdachstetten Mitteldachstetten           | 14.–15. Jh.           | Chorturmkirche, Saalbau mit eingezogenem Rechteckchor im Turm mit Spitzhelm und Sakristeianbau im Norden, Chorturm 14./15. Jahrhundert, Kirchenschiff 18. Jahrhundert, Anbau 20. Jahrhundert |
|                |                | St. Johannes d. T.                                    | ev.-luth.            | Ohrenbach                                   | 1600                  | Saalbau mit eingezogenem Rechteckchor im Turm mit Eckquaderung, Geschossgesimsen und Spitzhelm sowie mit Sakristeianbau im Norden, um 1600, Sakristeianbau 1769 |
|                |                | St. Michael                                           | ev.-luth.            | Ohrenbach Habelsee                          | 1728 (13. Jh.)        | Chorturmkirche, Saalbau mit abgewalmtem Dach, Chorturm mit Gurtgesims, teils verputztem Fachwerk im Läutegeschoss und Spitzhelm sowie mit Sakristeianbau nördlich am Turm, Turmunterbau 13./14. Jahrhundert, Läutegeschoss 1569 aufgesetzt, Neubau des Kirchenschiffs „1728“ (bezeichnet) |
|                |                | St. Kilian                                            | ev.-luth.            | Ohrenbach Oberscheckenbach                  | 14. Jh                | Chorturmkirche, Saalbau mit eingezogenem Rechteckchor im Turm mit verzahnter Eckquaderung, Gurtgesims und Spitzhelm, wohl zweite Hälfte 14. Jahrhundert |
|                |                | St. Johannes d. T.                                    | ev.-luth.            | Ohrenbach Reichardsroth                     | 12.–13. Jh.           | Ehemalige Spitalkirche des Johanniterordens Erhalten sind der viergeschossige, reich gegliederte Vierungsturm mit Lisenen und Bogenfriesen und ein Chorjoch mit Sakristeianbau, Ende 12./erste Hälfte 13. Jahrhundert, nach Aufgabe durch die Johanniter seit 1559 verfallen, mehrere Einstürze und Wiederaufbauten, 1806 bis auf den Bestand abgebrochen und die Öffnungen des Turms geschlossen |
|                |                | St. Jakobus d. Ä.                                     | röm.-kath.           | Ornbau                                      | 1966–67 15. Jh.       | Saalkirche mit eingezogenem Chor und Westturm mit Zeltdach, zweite Hälfte 15. Jahrhundert, Turmkranzgeschoss 1538–45, Neubau des Langhauses 1966/67 |
|                |                | St. Jobst (Friedhofskirche)                           | röm.-kath.           | Ornbau                                      | 14. Jh.               | Saalkirche mit eingezogenem gewölbtem Chor und Dachreiter mit Spitzhaube, zweite Hälfte 14. Jahrhundert, Langhauserhöhung 1690, Barockisierung 1732–37 |
|                |                | St. Peter                                             | ev.-luth.            | Petersaurach                                | 14.–15. Jh.           | Mittelalterliche Chorturmanlage, Sandsteinquader-Langhaus mit Satteldach, massiver zweigeschossiger Rechteckturm mit Pyramidendach, Turm 14./15. Jahrhundert, Langhaus verändert 1853 und 1878 |
|                |                | St. Mauritius                                         | ev.-luth.            | Petersaurach Gleizendorf                    | 1717 (13. Jh.)        | Mittelalterliche Chorturmanlage, Langhaus mit Satteldach, Stucktonne und Emporen, rechteckiger Turm mit spitzem Zeltdach, Turm 13. Jahrhundert, Langhaus um 1717 |
|                |                | St. Maria                                             | ev.-luth.            | Petersaurach Großhaslach                    | 1497–1783             | Saalbau mit Walmdach und eingezogenem Chor, Westturm mit Pyramidendach, Turm 1497, Langhaus 1783 |
|                |                | St. Laurentius                                        | ev.-luth.            | Petersaurach Vestenberg                     | 1891                  | Neugotischer Backsteinbau mit Natursteingliederung, Saalbau mit Satteldach und eingezogenem Chor, Westturm mit Spitzhelm, 1891, teilweise auf den Grundmauern der Burg der Herren von Vestenberg |
|                |                | Friedenskirche                                        | ev.-luth.            | Petersaurach Wicklesgreuth                  | 1971                  | Wird auch von der katholischen Gemeinde genutzt |
|                |                | St. Laurentius                                        | ev.-luth.            | Röckingen                                   | 11.–15. Jh.           | Saalbau mit eingezogenem Chor und seitlichem Turm, Langhauswände 11. Jahrhundert, Chor und Turm spätes 15. Jahrhundert, 1740–55 nach Westen erweitert, Turmoktogon 1712, Turmhelm 1752 |
|                |                | Stadtkirche St. Jakob                                 | ev.-luth.            | Rothenburg ob der Tauber                    | 1310–1436             | Dreischiffige gotische Basilika mit stark eingezogenem und langgestrecktem Polygonalchor sowie zwei Osttürmen mit durchbrochenen Hauben, Baumeister u. a. Conrad Eschenbach und Konrad Heinzelmann, um 1310/1436, um den Westchor mit Heilig-Blut-Kapelle über der Klingengasse durch Nikolaus Eseler dem Älteren und dem Jüngeren 1453–71 erweitert |
|                |                | Franziskanerkirche                                    | ev.-luth.            | Rothenburg ob der Tauber                    | 1285–1350             | Dreischiffige basilikale Anlage mit langgestrecktem Polygonalchor, Dachreiter, um 1285 bis erste Hälfte 14. Jahrhundert, Wiederherstellungen 17./18. Jahrhundert und 19. Jahrhundert |
|                |                | Spitalkirche Hl. Geist                                | ev.-luth.            | Rothenburg ob der Tauber                    | 1280                  | Schmaler einschiffiger Saalbau mit polygonalem Chorschluss und schlankem nördlichem Flankenturm mit Zeltdach, um 1280, renoviert 1591 |
|                |                | St. Johannis                                          | röm.-kath.           | Rothenburg ob der Tauber                    | 1390–1410             | Dreischiffige rechteckige Hallenkirche mit vier Rundpfeilern, steilem Satteldach und massivem Giebelreiter mit Glockendach, um 1390/1410, Veränderungen 1604 und 1968/69 |
|                |                | Unsere Liebe Frau zu Koboldzell (Koboldzeller Kirche) | röm.-kath.           | Rothenburg ob der Tauber                    | 15. Jh.               | Einschiffige spätgotische Kapelle, dreiseitig geschlossener Chor, Dachreiter und Doppelwendeltreppe, viertes Viertel 15. Jahrhundert (Chordach dendrochronologisch datiert 1496), restauriert 1853 |
|                |                | St. Wendelin                                          | ev.-luth.            | Rothenburg ob der Tauber Bettenfeld         | 13. Jh.               | Gotische Chorturmkirche mit Spitzhelm und angefügtem Langhaus, zweite Hälfte 13. Jahrhundert, durchgreifende Erneuerung 1581, 1612 und 18. Jahrhundert |
|                |                | St. Peter und Paul                                    | ev.-luth.            | Rothenburg ob der Tauber Detwang            | 11.–12. Jh.           | Romanischer Saalbau mit Chorturm, Satteldach und Pyramidendach, im Kern 11./12. Jahrhundert, angefügte Totenkapelle 1330/40, Umbau und gotische Sakristei 15. Jahrhundert |
|                |                | St. Andreas                                           | ev.-luth.            | Rothenburg ob der Tauber Leuzenbronn        | 11.–12. Jh.           | Ehemalige kleine Chorturmanlage des 11./12. Jahrhunderts über Mauerresten des 9. Jahrhunderts, Neubau des gerade schließenden Chores Mitte 13. Jahrhundert, Nordturm mit Spitzhelm Anfang 14. Jahrhundert, Langhaus um 1720 erhöht |
|                |                | St. Leonhard                                          | ev.-luth.            | Rothenburg ob der Tauber Sankt Leonhard     | 1384                  | Gotischer Saalbau mit eingezogenem Rechteckchor und Dachreiter mit Spitzhelm, um 1384, Sakristei und Siechenkapelle, 15. Jh. |
|                |                | St. Margaretha                                        | ev.-luth.            | Rügland                                     | 1754                  | Saalbau im Markgrafenstil mit nach Osten abgewalmtem Dach, gebänderten Ecklisenen, Putzrahmen um die Fenster, Westturm mit gefeldertem Glockengeschoss mit abgeschrägten Kanten und Schweifhaube sowie mit Sakristeianbau im Osten, 1754 |
|                |                | Schlosskapelle                                        | röm.-kath            | Rügland                                     | 1713                  | |
|                |                | St. Bartholomäus                                      | ev.-luth.            | Rügland Unternbibert                        | 1777 1491             | Chorturmkirche, Saalbau mit Walmdach, eingezogenem Rechteckschor im Turm mit Geschossgesimsen und Spitzhelm sowie mit Sakristeianbau im Norden, Turm wohl „1491“ (bezeichnet), Langhauserneuerung wohl 1777 durch Johann David Steingruber, Sakristeianbau 19./20. Jahrhundert |
|                |                | St. Alban                                             | ev.-luth.            | Sachsen bei Ansbach                         | 13.–14. Jh.           | Sandsteinbau mit Satteldach, eingezogenem Polygonalchor mit Strebepfeilern und rechteckigem Fassadenturm mit Spitzhelm, Saalbau, wohl erste Hälfte 13. Jahrhundert, Umbau frühes 14. Jahrhundert, Erweiterung 1804 |
|                |                | St. Josef                                             | röm.-kath.           | Sachsen bei Ansbach                         | 1964–65               | Moderner Bau mit freistehendem Campanile |
|                |                | St. Peter und Paul                                    | ev.-luth.            | Sachsen bei Ansbach Neukirchen              | 14. Jh.               | Saalbau, wohl 14. Jahrhundert, ursprünglich mit Chor, Dachreiter erneuert |
|                |                | St. Kilian                                            | ev.-luth.            | Schillingsfürst                             | 1823                  | Saalkirche im Typus einer Markgrafenkirche mit durch Gurtgesimse gegliedertem Ostturm mit hoher Schweifhaube, nach Plänen von Johann Dietrich Carl Spindler, 1823 ff. |
|                |                | Kreuz Erhöhung                                        | röm.-kath.           | Schillingsfürst                             | 1677                  | Ehemalige Franziskanerkirche Nachgotischer Saalbau mit eingezogenem, dreiseitig geschlossenem Chor mit Strebepfeilern und Ostturm, 1677 ff., Erweiterung mit Westfassade mit Figurennische und ädikulagerahmtem Portal 1726, Turmbau 1835 |
|                |                | St. Sixtus                                            | ev.-luth.            | Schillingsfürst Faulenberg                  | 1245                  | Mittelalterliche Chorturmkirche, Saalbau mit eingezogenem Rechteckchor im Turm mit Gurtgesims und Pyramidendach, Hausteinelementen und Sakristeianbau im nördlichen Turmwinkel, Umfassungsmauern wohl um 1245, 14. und Ende 15. Jahrhundert gotische Erneuerungen, nach 1681 barock umgestaltet |
|                |                | Evangelische Kirche                                   | ev.-luth.            | Schnelldorf                                 | 1961                  | Evangelisches Gemeindehaus der Gemeinde Oberampfrach |
|                |                | St. Bonifatius                                        | röm.-kath.           | Schnelldorf                                 | 1953                  | |
|                |                | St. Wolfgang                                          | ev.-luth.            | Schnelldorf Haundorf                        | 1499                  | Verputzter Saalbau mit dreiseitigem Abschluss, 1499, Dachreiter um 1600 |
|                |                | St. Georg                                             | ev.-luth.            | Schnelldorf Oberampfrach                    | 15. Jh.               | Mittelalterliche Chorturmanlage, Langhaus mit Satteldach, Chorturm mit Spitzhelm, 2. Hälfte 15. Jh., Erweiterungen nach Norden 1707, nach Westen 1892 |
|                |                | St. Sebastian                                         | ev.-luth.            | Schnelldorf Unterampfrach                   | 1578                  | Chorturmanlage, Saalbau mit abgewalmtem Satteldach und achtseitigem Turm mit Zeltdach, von Hans Wolspanger, 1578, erweitert 1722 |
|                |                | St. Jakobus                                           | ev.-luth.            | Schnelldorf Wildenholz                      | 1300                  | Ehemalige Chorturmanlage, Sandsteinquaderbau mit nach Westen abgewalmtem Satteldach, östlich angebaut dreigeschossiger, rechteckiger Sandsteinquaderturm mit Zeltdach und Gesimsgliederung, um 1300, Ostturm 1818 |
|                |                | St. Martin                                            | ev.-luth.            | Schopfloch                                  | 1853–54               | Neuromanische Saalkirche mit stark eingezogenem Polygonalchor, 1853/54, Untergeschosse des Turmes mittelalterlich, 1738 erhöht |
|                |                | Zum Heiligen Abendmahl                                | röm.-kath.           | Schopfloch                                  | 1967                  | |
|                |                | St. Wendelin                                          | ev.-luth.            | Schopfloch Lehengütingen                    | 1878–81 15. Jh.       | Ehemalige Chorturmanlage, Langhaus zweigeschossiger Saalbau mit flachem Walmdach sowie Lisenen- und Gesimsgliederung aus Sandsteinelementen, östlich rechteckiger Chorturm mit oktogonalem Aufsatz und Zeltdach, Turm 15. Jh., Langhaus 1878/81 |
|                |                | St. Nikolaus                                          | ev.-luth.            | Schopfloch Zwernberg                        | 13.–14. Jh.           | Mittelalterliche Chorturmanlage, Langhaus Sandsteinquaderbau mit Steilsatteldach, im Osten rechteckiger Sandsteinquaderturm mit Pyramidendach, 13./14. Jh., Turmerhöhung verm. frühes 19. Jahrhundert |
|                |                | St. Maria                                             | ev.-luth.            | Steinsfeld                                  | 13. Jh.               | Saalbau mit wenig eingezogenem, dreiseitig geschlossenem Chor, Westturm mit Geschossgesimsen und Spitzhelm sowie mit Sakristeianbau im nördlichen Chorwinkel, Turm und Kirchenschiff Mitte 13. Jahrhundert, Chorneubau und wohl auch Turmerhöhung nach 1321 |
|                |                | St. Georg                                             | ev.-luth.            | Steinsfeld Bettwar                          | 13. Jh.               | Gotische Chorturmkirche, Saalbau mit eingezogenem Rechteckschor im Turm mit Geschossgesimsen, Fachwerkgeschoss und Spitzhelm sowie mit Sakristeianbau nördlich an Turm und Schiff, Chorturm und Teile der Schiffsmauern zweite Hälfte 13. Jahrhundert, Teilerneuerung und Sakristeianbau zweite Hälfte 15. Jahrhundert, Fachwerkläutegeschoss 17. Jahrhundert |
|                |                | St. Michael                                           | ev.-luth.            | Steinsfeld Gattenhofen                      | 13. Jh.               | Mittelalterliche Chorturmkirche, Saalbau mit Hausteinelementen und eingezogenem Rechteckschor im Turm mit Strebepfeilern, Geschossgesimsen und Spitzhelm sowie mit Sakristeianbau im Norden, Langhaus erstes Drittel 13. Jahrhundert über Kern des 10. Jahrhunderts, Chorturm Mitte 13. Jahrhundert, 1631 Wiederherstellung nach Brand |
|                |                | St. Konrad                                            | ev.-luth.            | Steinsfeld Reichelshofen                    | 13. Jh.               | Saalbau mit eingezogenem, dreiseitig geschlossenem Chor mit Dachreiter und Hausteinelementen, Chor wohl spätes 13. Jahrhundert, Kapellenschiff und verschiedene Erneuerungen 17./18. Jahrhundert |
|                |                | Hl. Dreifaltigkeit                                    | ev.-luth.            | Unterschwaningen                            | 1738–43               | Saalkirche mit eingezogenem Rechteckchor und barocker Gliederung, Fassadenturm mit Zwiebelhaube, von Johann David Steingruber und Leopoldo Retti 1738–43 |
|                |                | Schlosskirche St. Wolfgang                            | ev.-luth.            | Unterschwaningen Dennenlohe                 | 1490 1868             | Saalkirche, rechteckiger Quaderbau mit Flachsatteldach und Außentreppe, Fassadenturm mit Spitzhelm, wohl 1490, Turm bezeichnet „1868“ |
|                |                | St. Cyriakus                                          | ev.-luth.            | Unterschwaningen Oberschwaningen            | 1822 (15. Jh.)        | Mittelalterliche Chorturmkirche, ehemals Chorturm mit Haubendach, im Kern 15. Jahrhundert, Langhaus mit Schopfwalmdach, neu errichtet 1822 |
|                |                | Stadtkirche Hl. Dreifaltigkeit                        | ev.-luth.            | Wassertrüdingen                             | 1738–40 15. Jh.       | Saalbau mit polygonalem Chorschluss und nördlichem Flankenturm, sowie angefügter Sakristei, Turm im Kern mittelalterlich, Chor 15. Jahrhundert, Langhaus und Turmabschluss von Leopoldo Retty 1738–40 |
|                |                | Hl. Geist                                             | röm.-kath.           | Wassertrüdingen                             | 1962                  | |
|                |                | St. Wallburga                                         | röm.-kath.           | Wassertrüdingen                             | 1909–10               | Alte Pfarrkirche Barockisierender Zentralbau mit Dachreiter, angefügter Sakristei und geschwungener Giebelfassade, von Otto Schulz, 1909/10 |
|                |                | St. Johannis (Friedhofskapelle)                       | ev.-luth.            | Wassertrüdingen                             | 1588                  | Verputzter Saalbau mit eingezogenem Chor und Dachreiter, 1588, Erweiterung 1889, weitere Veränderungen 1902 und 1956; |
|                |                | St. Nikolaus und Theobald                             | ev.-luth.            | Wassertrüdingen Altentrüdingen              | 1773                  | Verputzter Saalbau mit ausgewiesenem Ostturm, Neubau von Johann David Steingruber unter Einbeziehung mittelalterlicher Bauteile |
|                |                | St. Nikolaus                                          | ev.-luth.            | Wassertrüdingen Fürnheim                    | 1817–20 (15. Jh.)     | Spätgotischer Chorturm mit angefügtem klassizistischen Saal, Turm wohl 15. Jahrhundert, Saal nach Plänen von Keim, 1817/20 |
|                |                | Hl. Kreuz                                             | ev.-luth.            | Wassertrüdingen Geilsheim                   | 14.–16. Jh.           | Gotische Chorturmkirche, im Kern 14. Jahrhundert, angefügtes Langhaus Anfang 16. Jahrhundert, Turmoktogon und Glockenhaube 1727 |
|                |                | St. Andreas                                           | ev.-luth.            | Wassertrüdingen Geilsheim                   | 1746 (14. Jh.)        | Gotische Chorturmkirche des 14. Jahrhunderts mit angefügtem Langhaus von 1746 |
|                |                | St. Anna (Untere Kirche)                              | ev.-luth.            | Wassertrüdingen Obermögersheim              | 1821                  | Schlichter verputzter Saalbau von 1821, Turm im Kern mittelalterlich |
|                |                | St. Martin (Obere Kirche)                             | ev.-luth.            | Wassertrüdingen Obermögersheim              | 15. Jh                | Friedhofskirche Spätromanischer Chorturm mit Spitzhelm, flach gedecktes Langhaus, 15. Jahrhundert |
|                |                | St. Johannis                                          | ev.-luth.            | Wassertrüdingen Schobdach                   | 1494                  | Kleiner spätgotischer Saalbau mit dreiseitig geschlossenem Chor und südlichem Chorflankenturm, bezeichnet „1494“ |
|                |                | St. Georg                                             | ev.-luth.            | Weidenbach                                  |                       | Ehem. Hofkirche von Triesdorf Spätbarocke Saalkirche mit eingezogener Apsis, Chorscheitelturm und Lisenengliederung, von Leopold Retti, bezeichnet 1736, Turmuntergeschoss des mittelalterlichen Vorgängerbaus |
|                |                | St. Nikolaus v. d. Flüe                               | röm.-kath.           | Weidenbach                                  | 1958                  | |
|                |                | St. Peter und Paul                                    | ev.-luth.            | Weidenbach Leidendorf                       | 15. jh. 1891          | Kleiner verputzter Saalbau mit stark eingezogenem und gerade schließendem Chor, erste Hälfte 15. Jahrhundert, Chorscheitelturm 1891 |
|                |                | St. Jakob                                             | ev.-luth.            | Weihenzell                                  | 1713 14.–15. Jh.      | Langhaus mit eingezogenem, dreiseitig geschlossenem und innen halbrundem Chor, Hausteinportal an der Giebelseite, Ecklisenen und aufgeputzte Fensterrahmen, Turm mit Gurtgesimsen und Spitzhelm im Norden und Sakristeianbau im südlichen Chorwinkel, Turm im Kern 14./15. Jahrhundert, Neubau von Chor und Schiff durch Gabriel de Gabrieli, 1713 |
|                |                | St. Stephanus                                         | ev.-luth.            | Weihenzell Forst                            | 1756 14.–15. Jh.      | Saalbau im Markgrafenstil mit Walmdach, und dreigeschossigem Sakristeianbau im Osten und Westturm, Turm im Kern 14./15. Jahrhundert, „1756“ (bezeichnet) Neubau des Langhauses |
|                |                | St. Martin                                            | ev.-luth.            | Weihenzell Moratneustetten                  | 13.–14. Jh.           | Chorturmkirche, Saalbau mit Halbwalmdach und Rechteckchor im nicht eingezogenen Turm mit Spitzhelm, 13./14. Jahrhundert, 1726 und 1865 renoviert mit Dacherneuerung |
|                |                | St. Johannes d. T.                                    | ev.-luth.            | Weihenzell Wernsbach bei Ansbach            | 1716–17 15. Jh.       | Chorturmkirche, Langhaus mit Mansardwalmdach und Lisenengliederung, rechteckiger Chorturm mit lisenengegliedertem Oktogon und Spitzhelm und Sakristeianbau im Norden, Turmuntergeschosse 15. Jahrhundert, Langhausneubau durch Gabriel de Gabrieli, 1716/17, Turmoktogon 1756–60 |
|                |                | St. Peter                                             | ev.-luth.            | Weiltingen                                  | 15. Jh.               | Saalbau mit eingezogenem Chor, Mitte 15. Jahrhundert, Erweiterung und Barockisierung 1675/85, mit Chorflankenturm, Glockenstuhl um 1430 (dendrochronologisch datiert) und um 1520 (dendrochronologisch datiert) |
|                |                | St. Leonhard                                          | ev.-luth.            | Weiltingen                                  | 1490                  | Friedhofskirche Saalkirche, einschiffiger Bau, 1490, mit flankierendem Turm |
|                |                | St. Bartholomäus                                      | ev.-luth.            | Weiltingen Frankenhofen                     | 14. Jh.               | Chorturmkirche wohl des späten 14. Jahrhunderts, Veränderungen 1802 und 1965 |
|                |                | St. Nikolaus                                          | ev.-luth.            | Weiltingen Ruffenhofen                      | 14. Jh.               | Chorturmkirche, massiver Bau mit gedrungenem Turm, zweite Hälfte 14. Jahrhundert |
|                |                | St. Veit                                              | ev.-luth.            | Weiltingen Veitsweiler                      | 1667 (14. Jh.)        | Chorturmkirche, Chorturmuntergeschosse um 1400, Langhaus 1667 über älterem Mauerwerk neu errichtet, Fachwerkoktogon des Turms wohl 17. Jahrhundert |
|                |                | St. Peter und Paul                                    | ev.-luth.            | Wettringen                                  | 1447–1545             | Chorturmkirche, Saalbau mit Fachwerkteilen im Obergeschoss mit ehemaligem Getreidespeicher, Rechteckchor im nicht eingezogenem Turm mit Geschossgesimsen, verzahnter Eckquaderung und Spitzhelm sowie mit Sakristeianbau nördlich am Turm, 1447 begonnen, Fachwerkobergeschoss 1545, Sakristeianbau wohl 18. Jahrhundert |
|                |                | St. Alban                                             | ev.-luth.            | Wettringen Untergailnau                     | 1392                  | Saalbau mit Westturm mit Gurtgesimsen und Walmdach sowie mit Sakristeianbau im Osten, im Kern wohl 1392, Sakristeianbau 1707, im 19. Jahrhundert Kirchenschiff um die westliche Achse verlängert und Turmanbau |
|                |                | St. Wenzeslaus                                        | ev.-luth.            | Wieseth                                     | 1913–14 Kern älter    | Spätmittelalterliche Chorturmkirche, Turm mit oktogonalem Aufsatz und Zeltdach, spätgotisch, neugotisches Langhaus mit Satteldach und Querhaus, 1913/14 |
|                |                | St. Margareta                                         | röm.-kath.           | Wilburgstetten                              | 1900–03 1778–80       | Ehemalige gotische Chorturmkirche mit Langhaus von 1778/80, 14./15. Jahrhundert, Einbeziehung als Querhaus in neuromanischen Neubau von 1900/03 |
|                |                | Hl.-Kreuz-Kapelle                                     | röm.-kath.           | Wilburgstetten                              | 1744–45               | Wallfahrtskapelle Barocke Saalkirche mit stark eingezogenem halbrundem Chor und Dachreiter |
|                |                | St. Stephanus (Wolfskirchlein)                        | ev.-luth.            | Wilburgstetten Greiselbach                  | 15.–16. Jh.           | Kleine Saalkirche mit dreiseitig geschlossenem Chor, angefügter Sakristei und Dachreiter mit Zwiebelhaube, im Kern 15./16. Jahrhundert, 1668 durchgreifend erneuert |
|                |                | Hl. Dreifaltigkeit                                    | röm.-kath.           | Wilburgstetten Rühlingstetten               | 1816–17               | Saalkirche mit eingezogenem gerade schließendem Chor, daran angefügter Sakristei und südlichem Chorwinkelturm, von Architekt Woerlein |
|                |                | St. Georg                                             | röm.-kath.           | Wilburgstetten Villersbronn                 | 1412–17               | Chorturmkirche mit Langhaus und angefügter Sakristei, 1412/17, im Kern älter, Chor und Turm mit Zwiebelhaube erneuert 1705/08 |
|                |                | St. Martin                                            | ev.-luth.            | Windelsbach                                 | 1241 1715–19          | Chorturmkirche, Saalbau mit eingezogenem Rechteckchor im Turm mit Gurtgesims, Sakristeianbau nördlich am Turm und Profilrahmen um die Fenster, 1241, 1715 Langhaus nach Süden und Westen erweitert, 1719 Turmerhöhung |
|                |                | Hl. Kreuz                                             | ev.-luth.            | Windelsbach Cadolzhofen                     | 1903                  | Chorturmkirche, Saalbau mit eingezogenem Portalvorbau im Westen, Lisenengliederung und eingezogenem Rechteckchor im Turm mit Fachwerk im Läutegeschoss und Spitzhelm, Turmunterbau romanisch, Läutegeschoss 1674 erneuert, Kirchenschiff in neuromanischen Formen durch Architekt Kieser 1903 neu erbaut, 1956/57 Renovierung und Vereinfachung der Bauornamentik |
|                |                | St. Nikolaus                                          | ev.-luth.            | Windelsbach Preuntsfelden                   | 1723 (13. Jh.)        | Chorturmkirche, Saalbau mit eingezogenem Rechteckchor im Turm mit Eckquaderung, Gurtgesimsen und Spitzhelm sowie mit Hausteinrahmung um die Fenster, Sakristeianbau und hölzernem gedeckten Emporenaufgang im Norden, im Kern wohl 13. Jahrhundert, 1723 über älterem Kern erneuert |
|                |                | St. Margareta                                         | ev.-luth.            | Windsbach                                   | 1728–30               | Chorturmkirche, Turmunterbau mittelalterlich, Neubau unter Baudirektion von Carl Friedrich von Zocha nach Plänen von Johann David Steingruber, mit Lisenengliederung, Turm mit Kuppelhaube, 1728/30 |
|                |                | St. Bonifatius                                        | röm.-kath.           | Windsbach                                   | 1971–72               | |
|                |                | Gottesackerkirche (Christenruhkapelle)                | ev.-luth.            | Windsbach                                   | 1702–03               | Rechteckiger Saalbau mit Dachreiter, Sakristei, mit Lisenengliederung, Neubau von 1702/03, renoviert 1762 |
|                |                | St. Stephan (Gottesruhkapelle St. Stephan)            | ev.-luth.            | Windsbach                                   | 1440                  | Saalbau mit Chorturm, Turmuntergeschoss Mitte 14. Jahrhundert, Kapelle Neubau von 1440 |
|                |                | St. Georg                                             | ev.-luth.            | Windsbach Bertholdsdorf                     | 1877–80 (1479)        | Chorturmkirche, Sandsteinquaderbau, Turm wohl nach 1479, Langhaus 1877/80 |
|                |                | St. Nikolaus                                          | ev.-luth.            | Windsbach Untereschenbach                   | 14. Jh.               | Chorturmkirche, 14. Jahrhundert, im 17. Jahrhundert verändert, Chorturm mit Spitzhelm |
|                |                | St. Vitus                                             | röm.-kath.           | Windsbach Veitsaurach                       | 1622 1512             | Chorturmkirche, Turm bezeichnet „1512“, Saalbau 1622, Umbau und Erweiterung des Langhauses in neugotischen Formen 1880 |
|                |                | St. Martin                                            | ev.-luth.            | Wittelshofen                                | 1886–87 (1721)        | Saalkirche mit stark eingezogener Apsis, und angefügter Sakristei, in Neurenaissanceformen von Brühlmeyer, 1886/87, Turmuntergeschosse des vorgelagerten Ostturmes 1721 |
|                |                | Hl. Kreuz                                             | röm.-kath.           | Wittelshofen                                | 1984                  | |
|                |                | St. Michael                                           | ev.-luth.            | Wittelshofen Dühren                         | 1481                  | Kleine Chorturmkirche mit angefügtem Langhaus, bezeichnet mit 1481, Turm 1752 erneuert |
|                |                | St. Andreas                                           | ev.-luth.            | Wittelshofen Illenschwang                   | 1859 (14. Jh.)        | Chorturm mit angefügter Sakristei, wohl 14. Jahrhundert, neuromanisches Langhaus von 1859 |
|                |                | St. Michael                                           | ev.-luth.            | Wittelshofen Obermichelbach                 | 1779 14.–15. Jh.      | Kleine Saalkirche mit Ostturm des 14./15. Jahrhunderts, Langhaus von 1779 |
|                |                | St. Leonhard                                          | ev.-luth.            | Wittelshofen Untermichelbach                | 1796 (14. Jh.)        | Saalkirche mit dreiseitigem Chorschluss und Westturm, Langhaus und Turmobergeschoss 1796, Turmuntergeschosse 14./15. Jahrhundert |
|                |                | Münster Zu unserer Lieben Frau (Mariä Himmelfahrt)    | röm.-kath.           | Wolframs-Eschenbach                         | 1300                  | Dreischiffiger Hallenbau mit einschiffigem Chor und eingezogenem Westturm, früheste Hallenkirche in Franken, Neubaubeginn 13. Jahrhundert, Langhaus um 1300, Erhöhung des Turms um 1430, Turmdacherneuerung dendrochronologisch datiert auf 1464/65, Sakristei 1481, Barockisierung und Einwölbung des Kirchenraumes ab 1730, Kapelle der schmerzhaften Muttergottes von Matthias Binder 1749, purifizierende Restaurierung und neugotische Überformung 1876–78, Westturm mit Spitzhelm                                                                                              |
|                |                | St. Sebastian                                         | röm.-kath.           | Wolframs-Eschenbach                         | 1486                  | Friedhofskirche Saalkirche, 1486 Errichtung des Langhauses zunächst als Kapelle, flachgedeckter spätgotischer Chor mit Sakristei 1515–1518, Umbau im Rokokostil durch den Ellinger Hofmaurer Josef Feuerstein 1740–42 |
|                |                | St. Martin                                            | ev.-luth.            | Wörnitz                                     | 1709 (1519)           | Chorturmkirche, Saalbau mit eingezogenem Rechteckchor im Turm mit verzahnter Eckquaderung, Gurtgesimsen und Spitzhelm, Hausteineinfassung um die Wandöffnungen und Sakristeianbau nördlich am Turm, Turmunterbau „1519“ (bezeichnet), Neubau des Kirchenschiffs 1709, 1812 Turm bis auf das Erdgeschoss erneuert |
|                |                | St. Gallus                                            | ev.-luth.            | Wörnitz Erzberg                             | 1722 14. Jh.          | Chorturmkirche, Saalbau mit eingezogenem Rechteckchor im Turm mit Geschossgesimsen und Spitzhelm, verzahnter Eckquaderung und Fenstergewände aus Haustein, Turm 14. Jahrhundert, Erneuerung des Langhauses 1722, Westvorzeichen modern |